# Концерт для фортепіано з оркестром № 1 (Рахманінов)
Концерт для фортепіано з оркестром № 1 фа-дієз мінор, Op. 1 Сергія Рахманінова написаний у 1892 році і присвячений Олександру Зілоті. У 1917 році композитором була створена друга редакція концерту. У СРСР (кінець 1950-х рр.) вперше виконав концерт Костянтин Єременко.
Концерт складається з трьох частин:
1. Vivace
2. Andante cantabile (ре мажор)
3. Allegro scherzando (фа-дієз мінор → фа-дієз мажор)